# Notranjski trikotnik
Notranjski trikotnik este o arie protejată (arie specială de conservare — SAC, sit de importanță comunitară — SCI) din Slovenia întinsă pe o suprafață de 15.231,6 ha, integral pe uscat.

## Localizare
Centrul sitului Notranjski trikotnik este situat la coordonatele 45°46′31″N 14°19′22″E / 45.7752°N 14.3227°E.

## Înființare
Situl Notranjski trikotnik a fost declarat sit de importanță comunitară în aprilie 2004 pentru a proteja 3 specii de plante și 21 de specii de animale. Situl a fost protejat și ca arie specială de conservare în februarie 2012.

## Biodiversitate
Situată în ecoregiunile alpină și continentală, aria protejată conține 13 habitate naturale: Ape puternic oligomezotrofe cu vegetație bentonică cu Chara spp., Lacuri eutrofice naturale cu vegetație de tip Magnopotamion sau Hydrocharition, Turlough, Cursuri de apă de la nivel de câmpie la nivel montan, cu vegetație Ranunculion fluitantis și Callitricho-Batrachion, Râuri cu maluri nămoloase cu vegetație de Chenopodion rubri p.p. și Bidention p.p., Pajiști cu Molinia pe soluri calcaroase, turboase sau argilos-nămoloase (Molinion caeruleae), Liziere de ierburi înalte hidrofile de câmpie și de nivel montan până la alpin, Fânețe de joasă altitudine (Alopecurus pratensis, Sanguisorba officinalis), Depresiuni pe substraturi de turbă de Rhynchosporion, Mlaștini alcaline, Peșteri inaccesibile publicului, Păduri ilirice de Fagus sylvatica (Aremonio-Fagion), Păduri ilirice de stejar și carpen (Erythronio-Carpinion).
La baza desemnării sitului se află mai multe specii protejate:
- plante (3): o specie rară de mușchi (Drepanocladus vernicosus), Gladiolus palustris, Scilla litardierei
- amfibieni (3): izvoraș-cu-burta-galbenă (Bombina variegata), proteu de peșteră (Proteus anguinus), Triturus carnifex
- mamifere (11): liliac cârn (Barbastella barbastellus), lupul (Canis lupus), vidră de râu (Lutra lutra), râs eurasiatic (Lynx lynx), liliac cu aripi lungi (Miniopterus schreibersii), liliac cu urechi mari (Myotis bechsteinii), liliac cu picioare lungi (Myotis capaccinii), liliac cărămiziu (Myotis emarginatus), liliac comun (Myotis myotis), liliacul mic cu potcoavă (Rhinolophus hipposideros), urs brun (Ursus arctos)
- nevertebrate (7): Anisus vorticulus, Austropotamobius torrentium, fluturele-tigru (Callimorpha quadripunctaria), Leptodirus hochenwartii, Maculinea teleius, croitorul cenușiu al stejarului (Morimus funereus), Vertigo angustior